# Andrej Silnov
Andrej Aleksandrovič Silnov (ruski: Андре́й Алекса́ндрович Сильно́в; Šahti, 9. rujna 1984.), ruski skakač u vis i trenutni olimpijski pobjednik u toj disciplini. Silnov je viskom 193cm, a težak 83kg. 
Godine 2006. u Göteborgu, na europskom prvenstvu, Silnov osvaja zlatnu medalju skočivši 2,36 metara i time postavivši novi rekord turnira. Samo tjedan dana nakon EP-a, Silnov u Monaku preskače letvicu na visini od 2,37 metara. To je 2006. godine bio rekordni skok. 
Na londonskom Grand Prixu 2008., Silnov preskače 2,38 metara i time postavlja svoj novi osobni rekord. Ova visina mu je donijela i mjesto na Olimpijskim igrama 2008. u Pekingu gdje je osvojio zlatnu medalju s preskočenih 2,36 metara.